# Саранкхола
Саранкхола (бенг. শরণখোলা, англ. Sarankhola) — город на юго-западе Бангладеш, административный центр одноимённого подокруга. Площадь города равна 29,08 км². По данным переписи 2001 года, в городе проживало 24 903 человека, из которых мужчины составляли 51,72 %, женщины — соответственно 48,28 %. Плотность населения равнялась 856 чел. на 1 км². Уровень грамотности населения составлял 44,6 % (при среднем по Бангладеш показателе 43,1 %). 